# Campeonato Espanhol de Hóquei em Patins
A OK LIGA é a Liga Profissional Espanhola de Hóquei em Patins, sendo considerada uma das melhores a nível Mundial. Desde a sua fundação em 1969, é dominada pelas equipas da Catalunha, apenas com a exceção do galego HC Liceo La Coruña.